# Juncus compressus
Juncus compressus là một loài thực vật có hoa trong họ Juncaceae. Loài này được Jacq. mô tả khoa học đầu tiên năm 1762.

## Hình ảnh

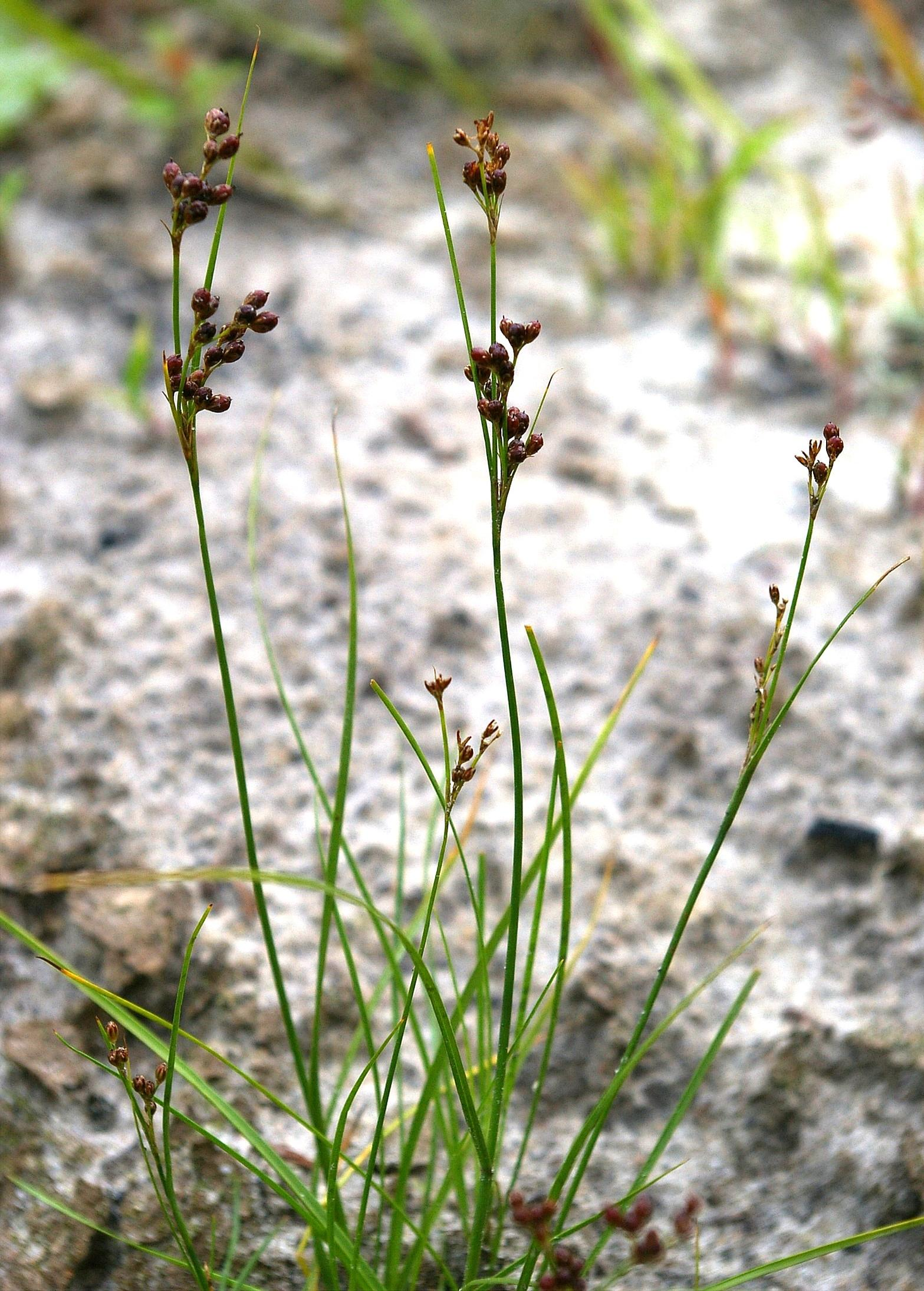
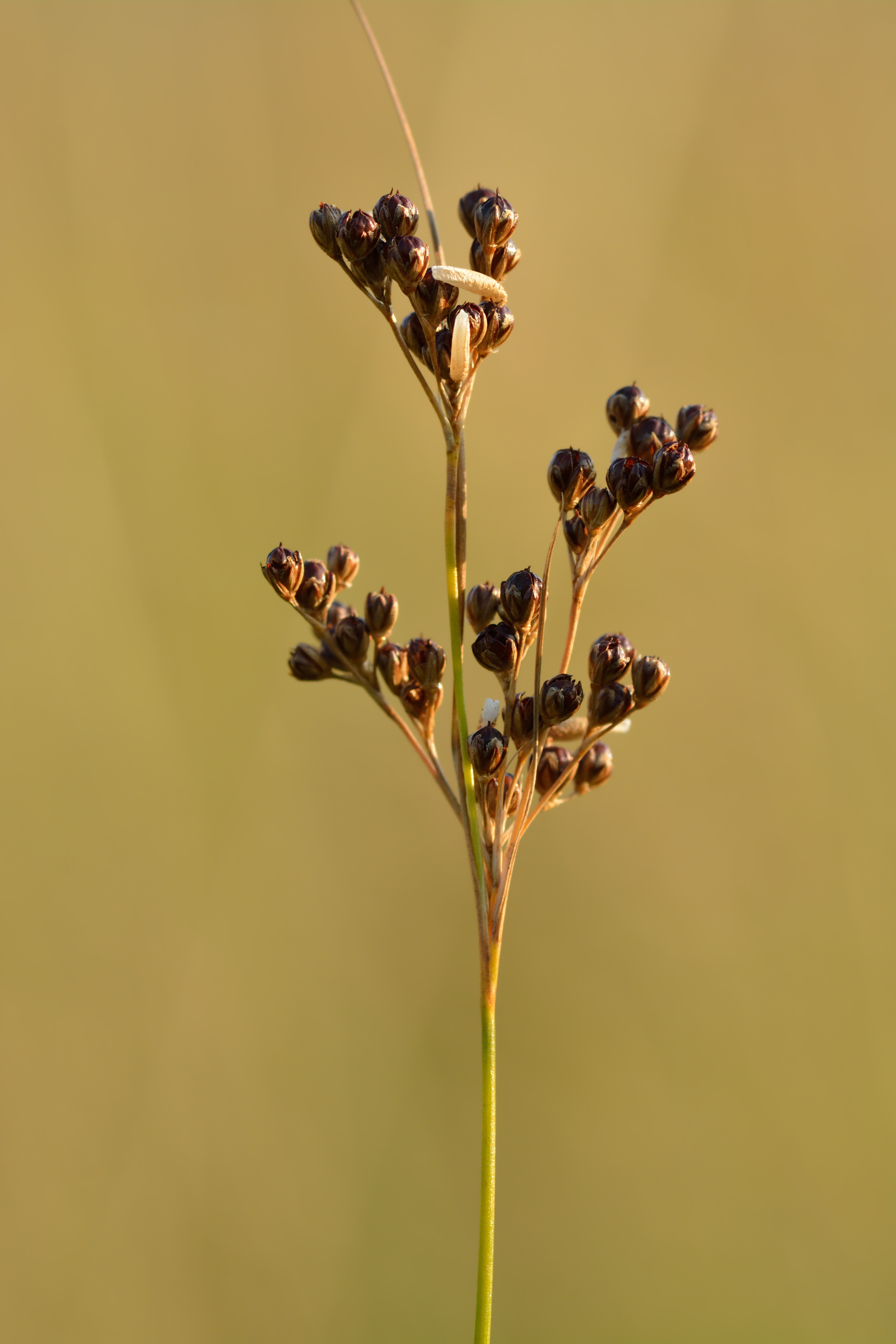
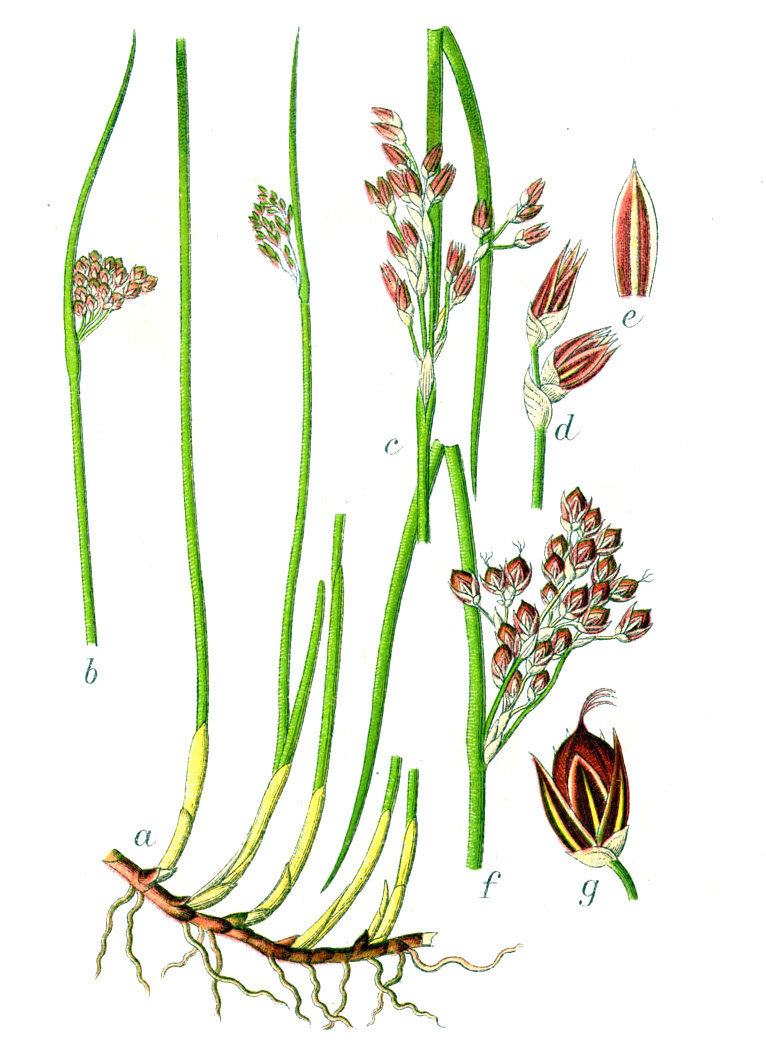
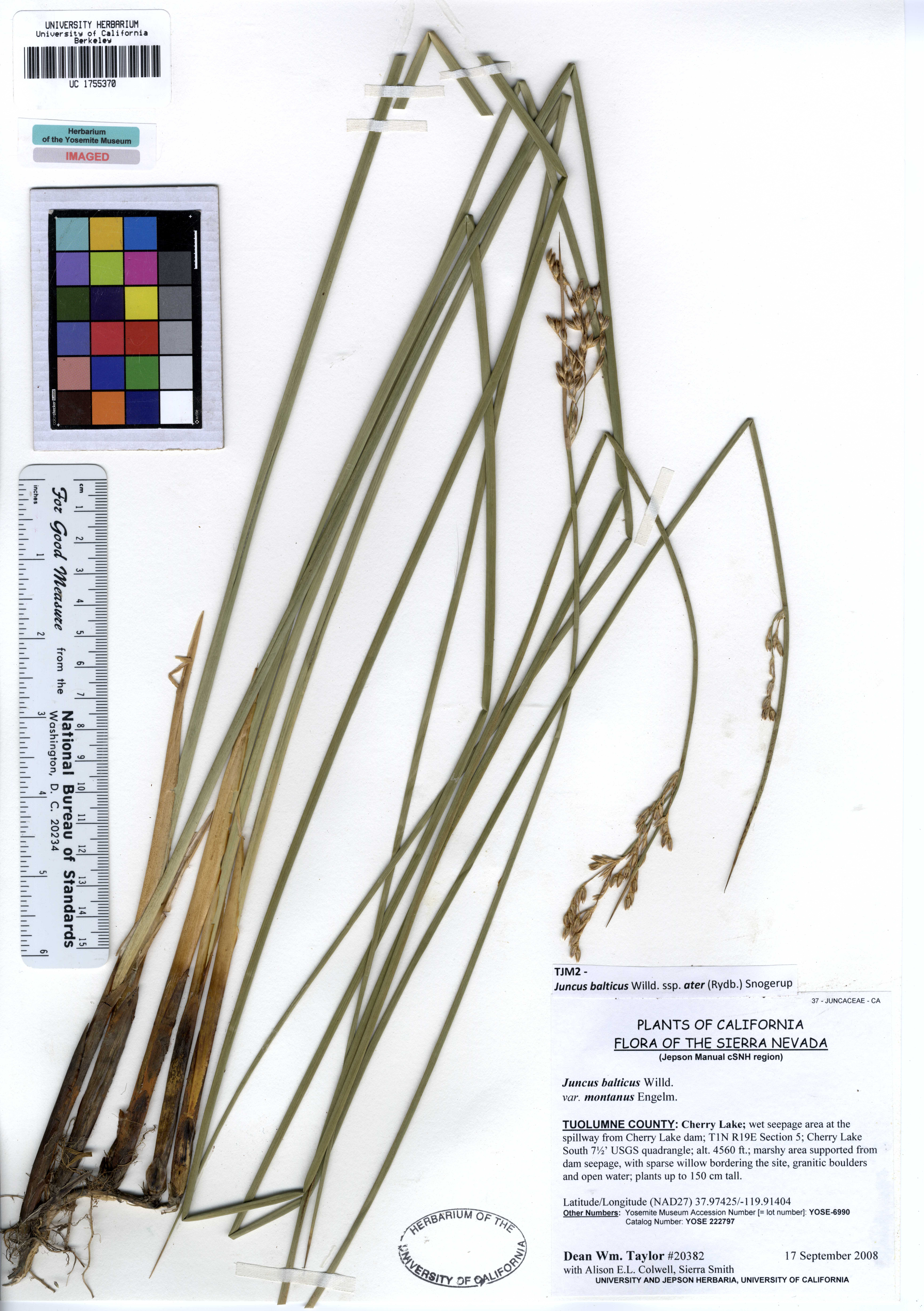
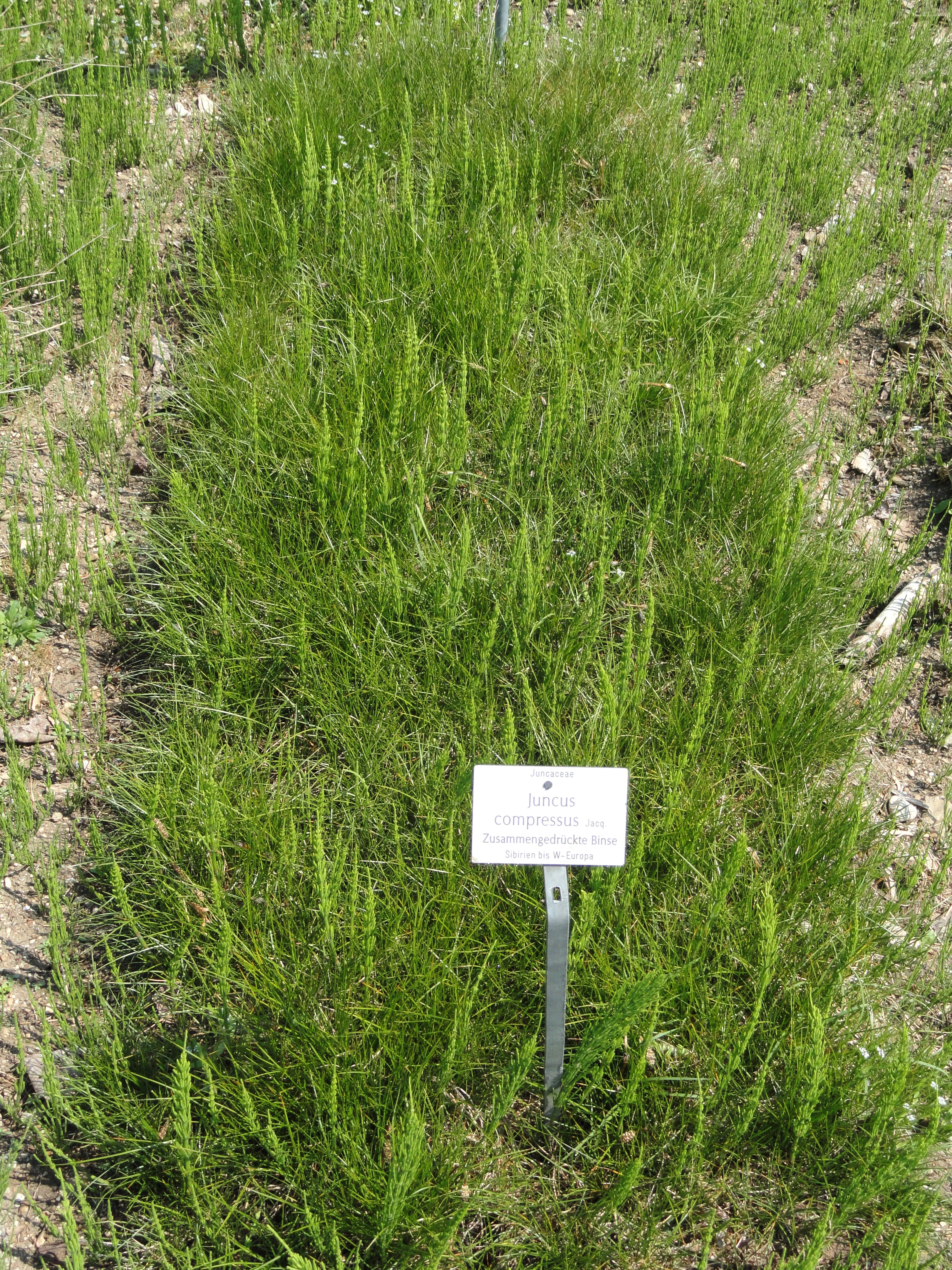